# Altendorf, Volšperk
Altendorf je naselje v Občini Volšperk v Okraju Volšperk na Koroškem v Avstriji.